# Abamectina
L' Abamectina és un producte àmpliament utilitzat com a fàrmac i com a pesticida.

## Química
L'abamectina és una barreja d'avermectines que són compostos derivats de vins fermentats per bacteris del gènere Streptomyces avermitilis. L'abamectina és un producte de la fermentació natural d'aquest bacteri.

## Activitat
L'abamectina és un insecticida, així com un acaricida i un nematicida.

## Ús
L'abamectina s'utilitza per controlar insectes i àcars de plagues agronòmiques en la fruita, hortalisses i plantes ornamentals. L'abamectina també s'utilitza com un antihelmíntic veterinari.